# Географический атлас

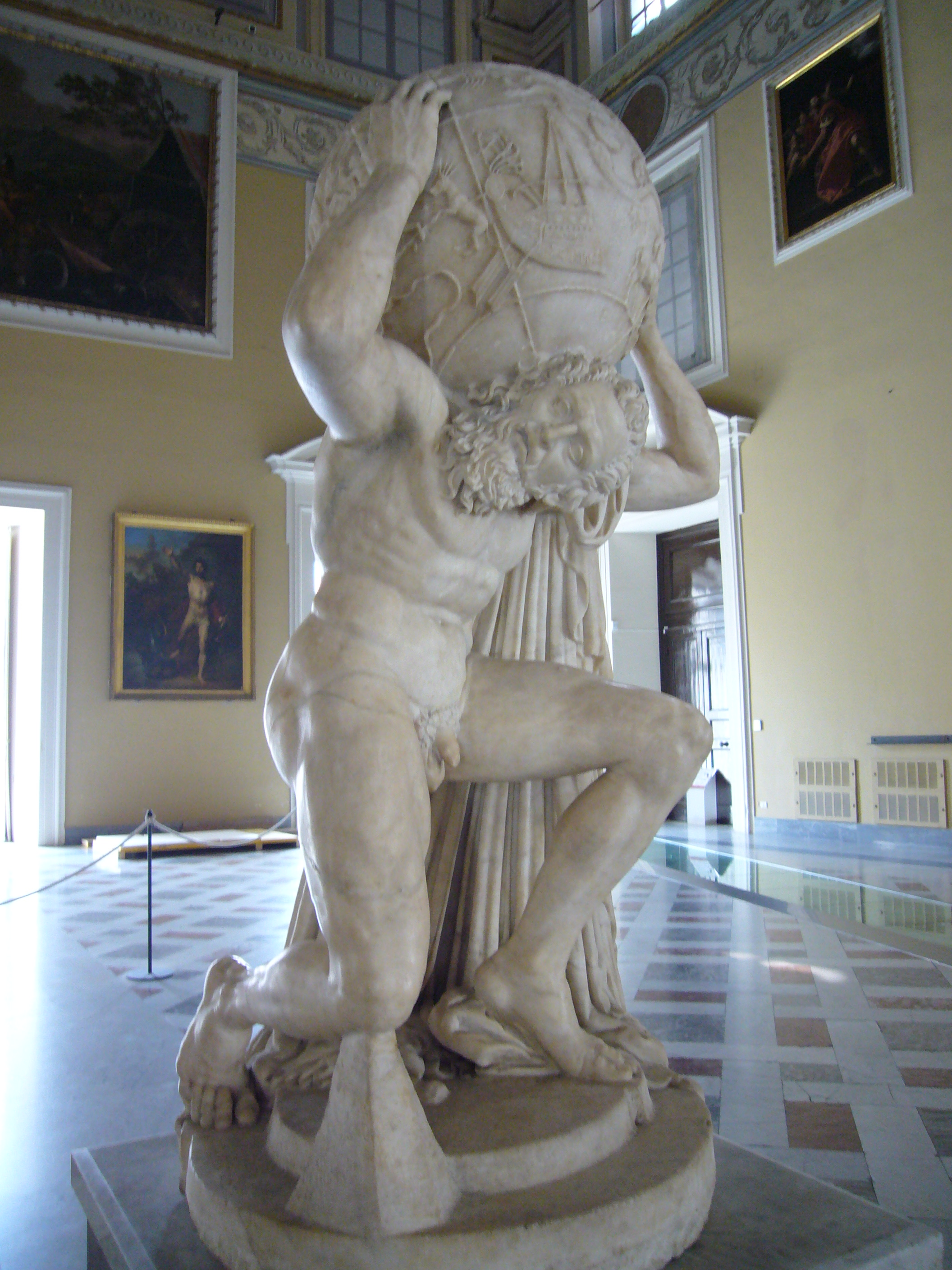
Титан Атлас, чьим именем называют современные собрания карт

Географи́ческий а́тлас — систематическое собрание географических карт, выполненное по общей программе как целостное произведение. Атлас не просто набор различных географических карт, не механическое их объединение в виде книги или альбома;
он включает в себя систему карт, органически увязанных между собой и друг друга дополняющих, систему, обусловленную назначением
атласа и особенностями его использования.
Географические атласы обычно составляются для планеты Земля. Также имеются атласы для других планет Солнечной системы и их спутников.

## Описание
Обычно атлас представляет собой книгу, но некоторые современные атласы представлены в электронном виде. Чтобы лучше представить информацию о планете Земля или её регионах нередко в атлас включают не только физическую карту, отражающую рельеф, но и политическую, климатическую, религиозную (распространение религий в различных областях мира), карту часовых поясов, различного типа социальные карты (плотность населения, средний уровень дохода, рождаемость, смертность), климатические и экономические (развитие различных отраслей промышленности) карты.
Часто карты атласа заключаются в общий переплет, но это не является органическим признаком атласа. Для удобства пользования отдельными картами некоторые атласы выпускаются разборными — их листы заключаются в общую папку с клапанами или футляр-коробку. Иногда карты атласа издаются и выходят в свет постепенно, отдельными выпусками.

## Классификация
Существуют разнообразные атласы по территориальному охвату, тематике, назначению и объему. Их классификация в общем строится соответственно классификации географических карт.
По территории, отображаемой на картах атласа, различают:
1. атласы мира (или всемирные атласы), охватывающие весь земной шар (например, Большой советский атлас мира);
2. атласы отдельных континентов или их крупных частей (например, Атлас Антарктики);
3. атласы отдельных государств (Украины, России, США, Франции);
4. региональные атласы — частей государств, отдельных областей, провинций и районов (например, Атлас Крыма, Атлас Ленинградской области);
5. атласы городов (например, Атлас Киева, Атлас Москвы).

Аналогичное подразделение используется для атласов акваторий — океанов и их крупных частей, морей, проливов, крупных озер и т. д.
По тематике выделяют атласы:
1. общегеографические, состоящие в основном из общегеографических карт (например, советский Атлас мира, 1967); нередко эти атласы пополняются небольшим количеством тематических карт, что в целом не изменяет тип атласа; для небольших стран они приобретают характер топографических атласов;
2. физико-географические, отображающие природные явления: узкоотраслевые, содержащие однотипные карты (например, Атлас ареалов и ресурсов лекарственных растений СССР (1976), почвенные атласы отдельных округов США);
3. комплексные отраслевые, содержащие различные, но взаимодополняющие карты какого-либо природного явления (например, Климатический атлас СССР, т. 1, 1960; т. 2, 1963, с картами отдельных метеорологических элементов);
4. комплексные, показывающие ряд взаимосвязанных природных явлений (например, советский Морской атлас, т. 2, характеризующий климат и океанографию Мирового океана) или дающие разностороннюю характеристику природы (например, советский Физико-географический атлас мира, 1964);
5. социально-экономические с подразделением, аналогичным указанному для физико-географических атласов (например, узкоотраслевой — Атлас автомобильных дорог СССР, комплексный отраслевой — Атлас сельского хозяйства СССР, комплексный — Атлас развития хозяйства и культуры СССР);
6. общие комплексные, включающие карты по физической, экономической и политической географии и дающие многостороннюю характеристику картографируемой территории (например, национальные атласы различных стран: Украины (2008), России (2004—2008), Белоруссии).

Часто применяют термин «тематические атласы», относя его к отраслевым природным и социально-экономическим атласам. Двухступенчатое сочетание территориальной и тематической классификаций образует группировку атласов по содержанию.
Атласы классифицируют также по назначению для определенного круга потребителей — учебные, краеведческие, туристские, дорожные, пропагандистские и т. п. Другой аспект этой классификации подразделение атласов на научно-справочные, содержащие возможно полную характеристику картографируемых явлений, и популярные, рассчитанные на массового читателя. Наконец, различают атласы по формату: большие или настольные, средние, малые, а среди последних также карманные.

## История
Первые сборники географических карт не содержали в своём названии слова «„атлас“». Впервые этим словом был назван сборник карт разных частей Европы Герарда Меркатора, выпущенный в свет в 1595 году его сыном Румольдом. Это издание классифицировано Куманом как Me 13A.
Первой книгой, которую можно считать прообразом географического атласа, является сборник карт, носящих имя александрийского учёного Клавдия Птолемея, автора трактата «География», написанного им во II веке н. э. Первое издание перевода на латынь «Географии Птолемея» было опубликовано в Болонье в 1477 году и содержало 26 региональных карт.
«Географии Птолемея» с текстом на латыни, итальянском или греческом языках, с картами разных размеров, резанных разными гравёрами на меди и на дереве, с 1477 года по год 1730 была издана и переиздана более сорока раз разными издателями в разных городах Европы: в Риме, Флоренции, Ульме, Венеции, Страсбурге, Лионе, Вене, Базеле, Дуйсбурге, Кёльне, Амстердаме, Франкфурте, Лейдене, Утрехте, Падуе и Арнеме. За два с половиной века «Географии Птолемея» с картами выходила в свет, в среднем, каждые шесть лет. Количество карт, включая «новые», за это время выросло до 69 (G. Ruscelli, Венеция, 1599, карты гравированы на меди).
Единственное издание «Географии Птолемея» на русском языке было издано частично и без карт в 1953 году в сборнике «Античная география : Книга для чтения», составитель проф. М. С. Боднарский. Из восьми книг, на которые разделён текст «Географии Птолемея», были воспроизведены переводы только двух.
Абрахам Ортелий издал свой атлас 20 мая 1570 года. Основной особенностью данного атласа является то, что он наиболее похож на современный, в отличие от его предшественников. Зрелище шара земного (Theatrum Orbis Terrarum) содержало 53 карты-страницы, отражающие различные страны мира. Это была первая книга, содержащая наиболее хорошие карты унифицированного размера, что было очень важно для торговых путешествий.

Однако термин «атлас» появился несколько позже и вошёл в употребление вместе с атласом Герарда Меркатора, который назывался «Atlas, Sive Cosmographicae Meditationes De Fabrica Mundi et Fabricati Figura». В конце XIX — начале XX века на страницах Энциклопедического словаря Брокгауза и Ефрона появление термина «Атлас» объяснялось тем, что 
«на обложке такого собрания обыкновенно изображался титан Атлас, держащий земной шар на своих плечах. Впоследствии название это было перенесено и на собрания изображений других родов».

## Атласы СССР

### Карманный атлас СССР
Первое издание этого атласа, предназначенного для широкого круга, вышло в январе 1934 года. Однако всего за два последующих года произошли значительные изменения в административно-политическом делении СССР: ряд краёв и областей были разукрупнены и образованы новые административно-политические единицы; некоторые автономные области преобразованы в автономные республики, ряд районов передан из одних областей в другие и т. д. Всё это привело к изменению ряда краевых и областных границ. Кроме того, шёл процесс изменения статуса населённых пунктов и их переименования. Было подготовлено новое исправленное издание карманного атласа, и хотя за время этой подготовки произошёл ещё ряд новых изменений в административно-политическом делении СССР, было решено срочно выпустить уже готовый карманный атлас 1936 года как временное издание.
- Карманный атлас СССР / Под ред. В. А. Каменецкого, А. А. Борзова и Н. Г. Ермонского; ГУГСК НКВД СССР. — Временное издание. — М.—Л.: Всесоюзный картографический трест (ВКТ), 1936. — 20 000 экз. (в пер.)